# Sageretia brandrethiana
Sageretia brandrethiana är en art i växtsläktet Sageretia, i familjen brakvedsväxter.
Arten förekommer i Orienten och nordvästra Indien. Växtens söta frukt är efterfrågad i Afghanistan.